# Ptinella simsoni
Ptinella simsoni es una especie de escarabajo del género Ptinella, tribu Ptinellini, familia Ptiliidae. Fue descrita científicamente por A. Matthews en 1878.

## Hábitat
Habita en áreas boscosas de grandes ciudades costeras.

## Distribución
Se distribuye por Australia y Reino Unido.